# Mesquita de Baba Kuhi Bakuvi
La Mesquita de Baba Kuhi Bakuvi (en àzeri: Baba Kuhi Bakuvi məscidi) és una de les mesquites més antigues de Bakú, la capital d'Azerbaidjan, edificada en els segles IX i X. Es troba a la part històrica de la Ciutat Vella, al nord de la Torre de la Donzella. Devia pertànyer a l'erudit i teòleg persa Baba Kuhi Bakuvi.
La mesquita, juntament amb el Palau dels Xirvanxàs i la resta de recinte emmurallat de la Ciutat Vella de Bakú fou inscrit com a Patrimoni de la Humanitat de la Unesco l'any 2000.

## Descobriment
La mesquita es va descobrir com a resultat de les excavacions arqueològiques fetes entre el 1990 i el 1993 per l'arqueòleg Farhad Ibrahimov. En l'altar de la mesquita es va trobar una inscripció àrab escrita en cal·ligrafia cúfica que deia: "El poder pertany a Al·là (Déu)". Aquesta inscripció fou llegida per l'epigrafista Meshadikhanum Neymat. Les característiques paleogràfiques de la inscripció han permés als investigadors atribuir el monument als segles IX-X.
Com a resultat de les excavacions a petita escala del 1998, s'hi descobriren dues sales. La mesquita, que incloïa les cambres adjacents i una columnata d'arcs de llancetes, era un únic conjunt.

## Galeria

Vistes de la mesquita
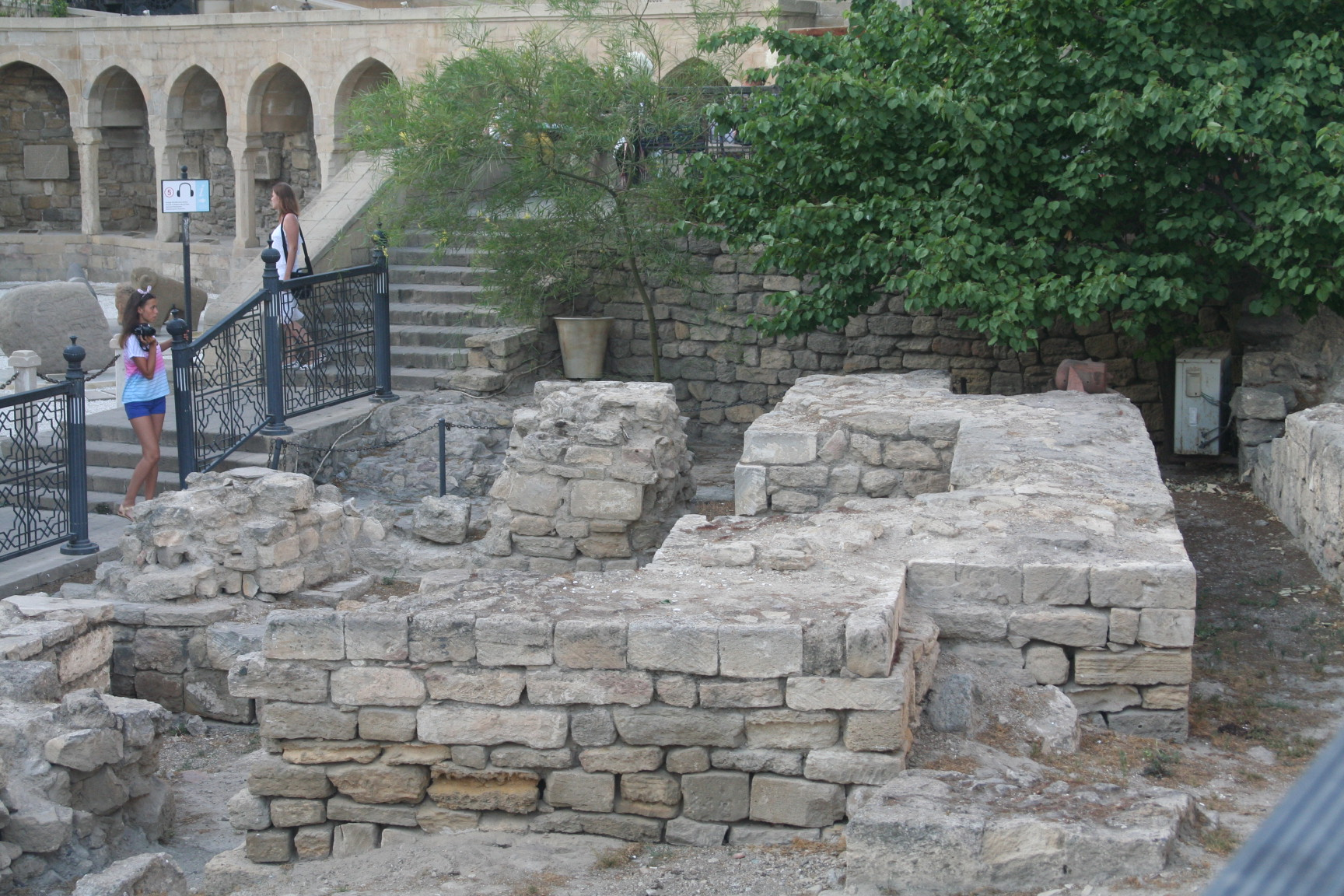
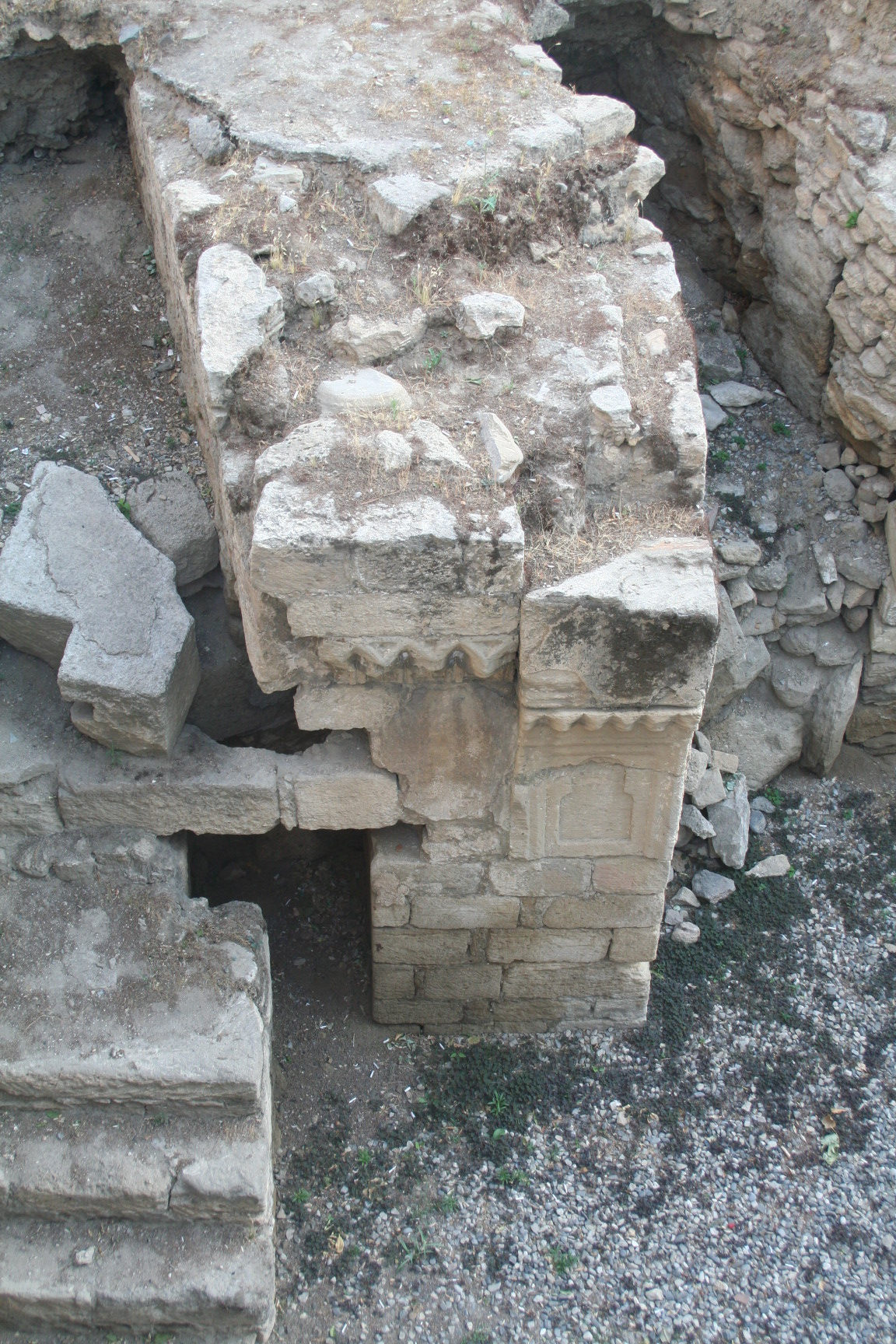
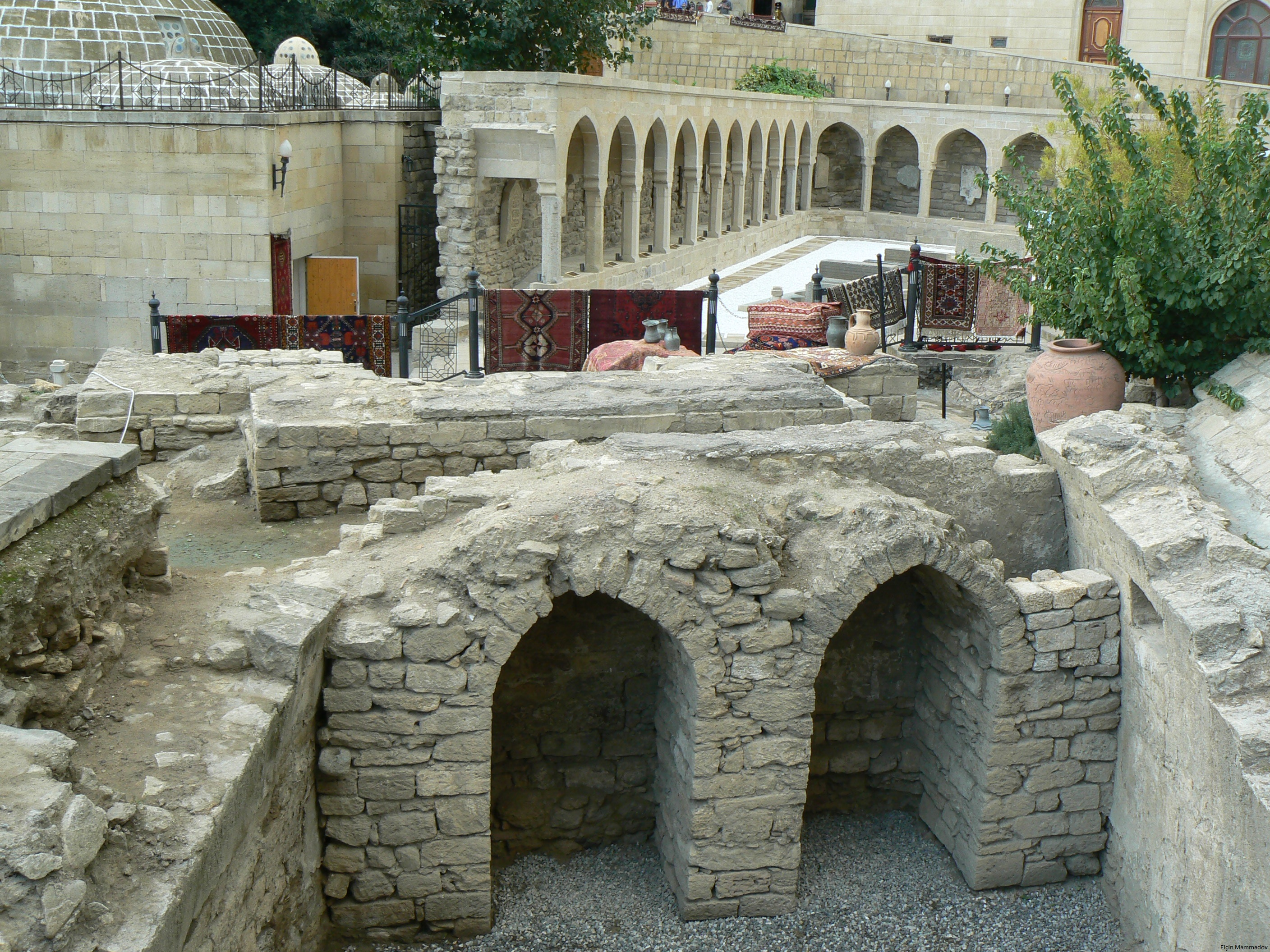
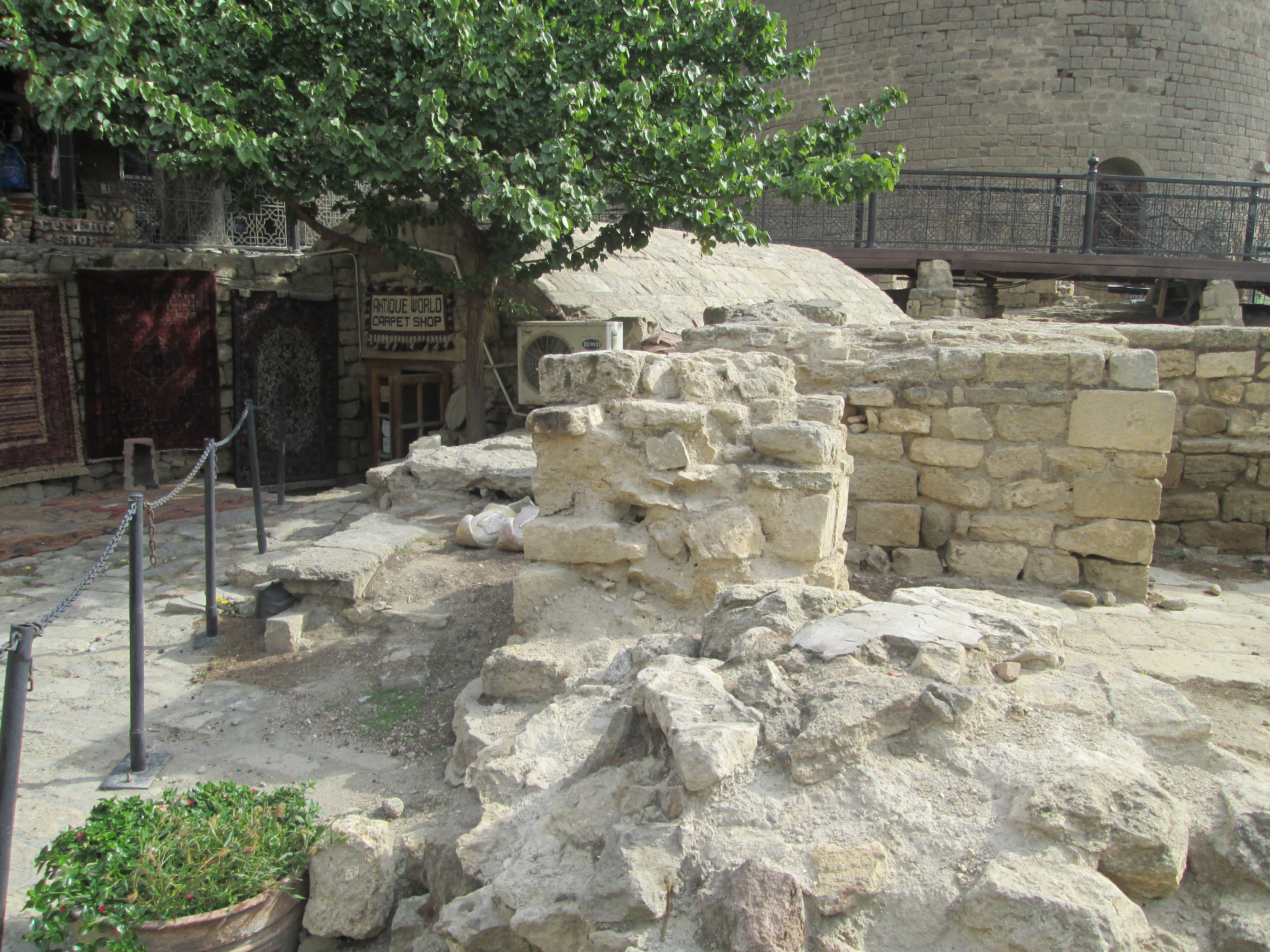